# Steegen
Steegen ist eine Gemeinde in Oberösterreich im Bezirk Grieskirchen im Hausruckviertel mit 1095 Einwohnern (Stand 1. Jänner 2024). Die Gemeinde liegt im Gerichtsbezirk Grieskirchen.

## Geografie
Steegen liegt auf einer Höhe von 380 bis 500 Meter über dem Meer. Der südliche Teil wird vom Steegenbach, der in die Faule Aschach mündet, entwässert. Durch den Norden fließt der Leitenbach, ebenfalls ein linker Nebenfluss der Aschach. Die Ausdehnung beträgt von Nord nach Süd 4,1 Kilometer, von West nach Ost 6,4 Kilometer. Die Gemeinde hat eine Fläche von dreizehn Quadratkilometer. Davon werden mehr als achtzig Prozent landwirtschaftlich genutzt, zehn Prozent sind bewaldet.

### Gemeindegliederung
Das Gemeindegebiet umfasst folgende 24 Ortschaften (in Klammern Einwohnerzahl Stand 1. Jänner 2024):
- Asing (44)
- Enzing (47)
- Griesbach (13)
- Kirchenfeld (160)
- Krottenthal (13)
- Langenpeuerbach (67)
- Oberbubenberg (15)
- Obererleinsbach (54)
- Ort an der Straß (41)
- Parz am Öhlstampf (20)
- Rittberg (19)
- Sallet (8)
- St. Pius (101)
- Steegen (144)
- Steinbruck (150)
- Stieglhof (17)
- Unterbubenberg (28)
- Untererleinsbach (46)
- Unterndobl (13)
- Untwüsten (16)
- Urleinsberg (17)
- Vest (18)
- Weireth (31)
- Windprechting (13)

Die Gemeinde besteht aus der einzigen Katastralgemeinde Steegen.

### Nachbargemeinden
|                    | Natternbach                                 |           |
| St. Willibald (SD) | Kompassrose, die auf Nachbargemeinden zeigt |           |
|                    |                                             | Peuerbach |

## Geschichte

### Ortsgeschichte
Die erste schriftliche Erwähnung des Ortsnamens „Steegen“ erfolgte im 13. Jahrhundert, andere Ortschaften im Gemeindegebiet wurden allerdings schon deutlich früher erwähnt, wie etwa Asing um das Jahr 1190.
Ursprünglich im Ostteil des Herzogtums Bayern liegend, gehörte das Ortsgebiet seit dem 12. Jahrhundert zum Herzogtum Österreich. Seit 1490 wird er dem Fürstentum 'Österreich ob der Enns' zugerechnet. Während der Napoleonischen Kriege war der Ort mehrfach besetzt.
Seit 1918 gehört der Ort zum Bundesland Oberösterreich. Nach dem Anschluss Österreichs an das Deutsche Reich am 13. März 1938 gehörte der Ort zum Gau Oberdonau. 1945 erfolgte die Wiederherstellung Oberösterreichs.
Am 6. November 2016 gab es eine Abstimmung ob Steegen mit den Nachbargemeinden Peuerbach und Bruck-Waasen zusammengelegt wird. Die Bewohner von Peuerbach und Bruck-Waasen stimmten mehrheitlich dafür, die Bewohner von Steegen mehrheitlich dagegen. Somit bleibt Steegen weiterhin eigenständig.

### Einwohnerentwicklung
1991 hatte die Gemeinde laut Volkszählung 1246 Einwohner, 2001 dann 1124 Einwohner.

## Kultur und Sehenswürdigkeiten

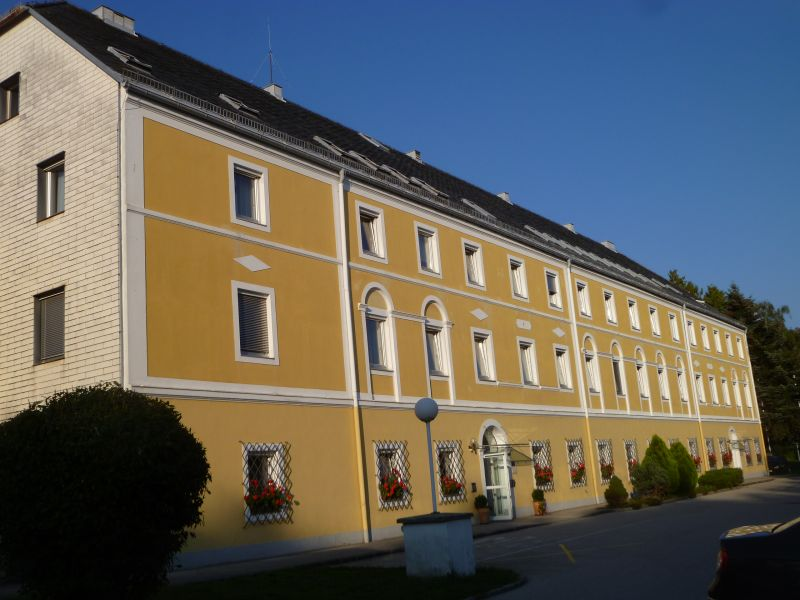
Schloss Steegen

- Schloss Steegen

## Wirtschaft und Infrastruktur

### Wirtschaftssektoren
In den Jahren 1999 bis 2010 nahm die Anzahl der landwirtschaftlichen Betriebe von 84 auf 65 ab. Im Jahr 2010 gab es 33 Haupterwerbsbauern, diese bewirtschafteten zwei Drittel der Flächen. Im Produktionssektor waren drei Viertel der Erwerbstätigen im Bereich Herstellung von Waren und ein Viertel im Baugewerbe beschäftigt. Der mit Abstand größte Arbeitgeber des Dienstleistungssektors war mit 279 Mitarbeitern der Bereich soziale und öffentliche Dienste.
| Wirtschaftssektor            | Anzahl Betriebe | Anzahl Betriebe | Erwerbstätige | Erwerbstätige |
| Wirtschaftssektor            | 2011            | 2001            | 2011          | 2001          |
| ---------------------------- | --------------- | --------------- | ------------- | ------------- |
| Land- und Forstwirtschaft 1) | 65              | 84              | 50            | 89            |
| Produktion                   | 13              | 9               | 408           | 274           |
| Dienstleistung               | 29              | 11              | 307           | 238           |

1) Betriebe mit Fläche in den Jahren 2010 und 1999
| Im Jahr 2011 lebten 519 Erwerbstätige in Steegen. Davon arbeiteten 138 in der Gemeinde, beinahe drei Viertel pendelten aus. Von den umliegenden Gemeinden kamen 627 Menschen zur Arbeit nach Steegen. Die wichtigste Straßenverbindung ist die Eferdinger Straße B129. | Hier fehlt eine Grafik, die leider im Moment aus technischen Gründen nicht angezeigt werden kann. Wir arbeiten daran! |

### Heizwerk

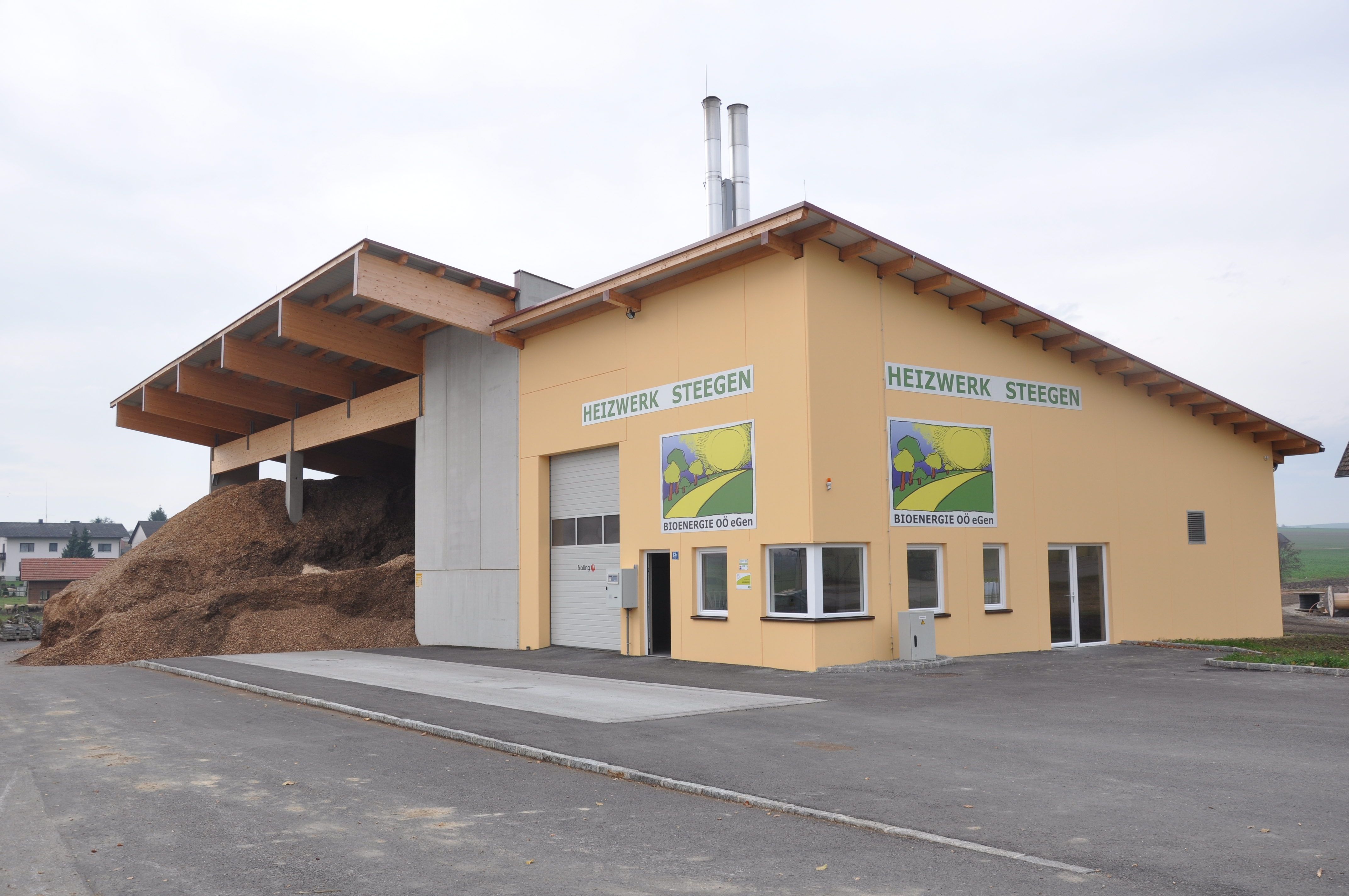
Biomasse-Heizwerk Steegen

Im Jahr 2012 wurde ein Biomasse-Heizwerk errichtet, wodurch jährlich 280.000 Liter Heizöl gespart werden können.

## Politik

### Gemeinderat
Der Gemeinderat hat 13 Mitglieder.
- Mit den Gemeinderats- und Bürgermeisterwahlen in Oberösterreich 1997 hatte der Gemeinderat folgende Verteilung: 12 ÖVP, 4 SPÖ und 3 FPÖ. (19 Mandate)
- Mit den Gemeinderats- und Bürgermeisterwahlen in Oberösterreich 2003 hatte der Gemeinderat folgende Verteilung: 13 ÖVP, 5 SPÖ und 1 FPÖ. (19 Mandate)
- Mit den Gemeinderats- und Bürgermeisterwahlen in Oberösterreich 2009 hatte der Gemeinderat folgende Verteilung: 11 ÖVP, 4 SPÖ, 2 FPÖ und 2 GRÜNE. (19 Mandate)
- Mit den Gemeinderats- und Bürgermeisterwahlen in Oberösterreich 2015 hatte der Gemeinderat folgende Verteilung: 6 ÖVP, 3 FPÖ, 2 SPÖ und 2 GRÜNE. (13 Mandate)
- Mit den Gemeinderats- und Bürgermeisterwahlen in Oberösterreich 2021 hat der Gemeinderat folgende Verteilung: 7 ÖVP, 3 FPÖ, 2 SPÖ und 1 GRÜNE. (13 Mandate)[11]

### Bürgermeister
Bürgermeister seit 1850 waren:
- 1850–1855 Joseph Sallaberger
- 1855–1861 Josef Kalteis
- 1861–1864 Johann Dornetzhuber
- 1864–1867 Franz Lauber
- 1867–1870 Johann Eisterer
- 1870–1872 Jakob Hangweirer
- 1872–1879 Josef Kalteis
- 1879–1882 Franz Mayr
- 1882–1885 Johann Benezeder
- 1885–1897 Johann Eisterer
- 1897–1900 Josef Lackenberger
- 1900–1919 Johann Eisterer
- 1919–1937 Josef Aschauer
- 1937–1938 Michael Straßl (provisorisch)
- 1938–1942 Josef Auinger
- 1942–1945 Alois Trappmaier
- 1945–1946 Alois Schmidauer (provisorisch)
- 1946–1950 Michael Straßl
- 1950–1976 Franz Aschauer
- 1976–1997 Johann Pühringer
- 1997–2009 Kurt Friedwagner
- seit 2009 Herbert Lehner

### Wappen
Blasonierung: „In Grün drei silberne, eins zu zwei gestellte Hufeisen, darüber ein goldener, erhöhter, schräglinker Steg.“
Das 1989 verliehene Gemeindewappen symbolisiert mit dem schräggestellten Steg den Ortsnamen. Die drei Hufeisen entstammen dem Wappen der Eisterer, die einst Besitzer des Steegerhofes, des ehemaligen Schlosses Steegen, waren. Gleichzeitig verweisen sie auf die landwirtschaftliche Prägung der Gemeinde.
Die Gemeindefarben sind Grün-Gelb.

## Persönlichkeiten

### Söhne und Töchter der Gemeinde
- Johann Nepomuk Eisterer (1854–1931), Landtags- und Reichsratsabgeordneter

### Mit der Gemeinde verbundene Persönlichkeiten
- Josef Limberger (* 1958), Autor und Fotograf
- Reinhold Entholzer (* 1959), ehemaliger Politiker (SPÖ), Landesrat (öffentlicher Verkehr, Soziales), Landeshauptmannstellvertreter